# جيمس ليونز (محامي)
جيمس ليونز (بالإنجليزية: James Lyons)‏ هو محامي أمريكي، ولد في 6 يناير 1947.